# Vohenstrauß
Vohenstrauß är en stad i Landkreis Neustadt an der Waldnaab i Regierungsbezirk Oberpfalz i förbundslandet Bayern i Tyskland.